# Knobhead Moraine
Die Knobhead Moraine (englisch für Knubbelkopfmoräne) ist eine Moräne aus grobem Geröll im ostantarktischen Viktorialand. In den Quartermain Mountains liegt sie nördlich des Knobhead und erstreckt sich zwischen den Cavendish Rocks und dem westlichen Ende der Kukri Hills als Mittelmoräne des Taylor-Gletschers.
Der australische Polarforscher Bertram Armytage erkundete und benannte sie im Zuge der Nimrod-Expedition (1907–1909) unter der Leitung des britischen Polarforschers Ernest Shackleton. Namensgeber ist der gleichnamige Berg.